# Пам'ятки Люботина
У місті Люботин Харківської області на обліку перебуває 11 пам'ятка історії, 3 пам'ятки архітектури і 9 пам'яток археології.

## Пам'ятки історії
| № п/п | Охоронний номер пам'ятки | Місце знаходження, (адреса) пам'ятки                                           | Найменування пам'ятки                                                                                | Автор, дослідник пам'ятки. Дата відкриття | Матеріал, з якого виготовлений пам'ятник. Основні розміри                                         | Категорія охорони пам'ятки | Номер і дата рішення державних органів про взяття пам'ятки під охорону | Охоронна зона                                                 |
| ----- | ------------------------ | ------------------------------------------------------------------------------ | --- | ----------------------------------------- | ------------------------------------------------------------------------------------------------- | -------------------------- | ---------------------------------------------------------------------- | ------------------------------------------------------------- |
| 1.    | 1366                     | м. Люботин Люботинської міськ/р, платф. Водяне                                 | Братська могила радянських воїнів. Поховано 74 воїнів. 1941 р., 1943 р.                              | 1954 р.                                   | Обеліск — 2,0 м, граніт                                                                           | Місцева                    | № 61 від 25.01.72р.                                                    | 25 м (Наказ правління культури і туризму від 10.09.09. № 234) |
| 2.    | 1365                     | м. Люботин Люботинської міськ/р, вул. Воєнна                                   | Братська могила радянських воїнів. Поховано 163 воїни. 1941 р., 1943 р.                              | 1948 р.                                   | Обеліск — 2,5 м, мармур                                                                           | -<<-                       | -<<-                                                                   | 25 м (Наказ правління культури і туризму від 10.09.09. № 234) |
| 3.    | 1360                     | м. Люботин Люботинської міськ/р, вул. Гавенка (колишня вул. Сімферопольська)   | Братська могила червоноармійців і радянських активістів. Поховано понад 70 чоловік. 1918 р., 1919 р. | 1929 р., 1967 р.                          | Обеліск — 3,25 м                                                                                  | -<<-                       | -<<-                                                                   |                                                               |
| 4.    | 1364                     | м. Люботин Люботинської міськ/р, вул. Полтавський шлях                         | Братська могила радянських воїнів. Поховано 251 воїн. 1941 р., 1943 р.                               | 1951 р.,1975 р.                           | Скульптура — 2,5 м, мармурова кришка. Постамент — 0,85 м, цегла, цементСтела — 1,3х1,8х0,8 м, з/б | -<<-                       | -<<-                                                                   | 25 м (Наказ правління культури і туризму від 10.09.09. № 234) |
| 5.    | 1367                     | м. Люботин Люботинської міськ/р, пл. Княжа (на території колишнього с. Гиївка) | Братська могила радянських воїнів. Поховано 98 воїнів.1943 р.                                        | Харківськаскульптурна фабрика 1952 р.     | Скульптура — 2,5 м, з/б Постамент — 1,8 м, цегла, цемент                                          | -<<-                       | -<<-                                                                   | 25 м (Наказ правління культури і туризму від 10.09.09. № 234) |
| 6.    | 1863                     | -<<-                                                                           | Могила Хижного М. В., голови Гиївського ревкому. 1919 р.                                             | 1970 р.                                   |                                                                                                   | -<<-                       | № 328 від 23.05.83р.                                                   |                                                               |
| 7.    | 1862                     | м. Люботин Люботинської міськ/р, залізнична станція Люботин                    | Місце збройного повстання робітників і селян. 1905 р.                                                | 1955 р.                                   | меморіальна дошка — 0,6×0,7 м, мармур                                                             | -<<-                       | -<<-                                                                   |                                                               |
| 8.    | 1758                     | м. Люботин Люботинської міськ/р, вул. Слобожанська                             | Пам'ятний знак Абдулову І. Ф. — Герою Радянського Союзу. 1943 р.                                     | 1973 р.                                   | Стела — 1,3х0,7х0,4 м, граніт                                                                     | -<<-                       | № 13 від 12.01.81р.                                                    |                                                               |
| 9.    | 1363                     | м. Люботин Люботинської міськ/р, вул. Шевченка, 98                             | Братська могила радянських воїнів. Поховано 179 воїнів. 1941 р., 1943 р.                             | 1954 р.                                   | Скульптура — 2,5 м, з/б Постаммент — 3,5 м, цегла, цемент                                         | -<<-                       | № 61 від 25.01.72р.                                                    | 25 м (Наказ правління культури і туризму від 10.09.09. № 234) |
| 10.   | 1368                     | с-ще Караван Люботинської міськ/р, вул. Заводська                              | Братська могила радянських воїнів. Поховано 27 воїнів. 1943 р.                                       | 1967 р.                                   | Скульптура — 2,5 м, з/б Постамент — 2,5х0,9х0,9 м, цегла, цемент                                  | -<<-                       | -<<-                                                                   | 25 м (Наказ правління культури і туризму від 10.09.09. № 234) |
| 11.   | 1389                     | с. Смородське Люботинської міськ/р                                             | Братські могили радянських воїнів. Кількість похованих невідома. 1943 р.                             | 1965 р.                                   | Скульптура — 2,5 м, з/б Постамент — 2,3х1,2х1,2 м, цегла, цемент                                  | Місцева                    | № 61 від 25.01.72р.                                                    | 25 м (Наказ правління культури і туризму від 10.09.09. № 234) |
|       |                          |                                                                                | |                                           |                                                                                                   |                            |                                                                        |                                                               |

## Пам'ятки архітектури
| п/п | охор. № | Адреса                  | Первісне призначення     | Автори    | Дата будівлі                  | Сучасне призначення |
| --- | ------- | ----------------------- | ------------------------ | --------- | ----------------------------- | ------------------- |
| 1.  | 725     | вул. 20 з'їзду КПРС, 25 | Вознесенська церква      | Невідомий | 1811-36 рр, перебудована 1872 | Діюча церква        |
| 2.  | 702/2*  | пл. Княжа               | Службовий корпус         | Невідомий | 40-е рр. 19 ст                | Клуб                |
| 3.  | 702/3*  | пл. Садова, 29А         | Святомиколаївська церква | Невідомий | 1843 р.                       | Діюча церква        |
|     |         |                         |                          |           |                               |                     |

## Пам'ятки археології
| № з/п | Охоронний №    | Місцезнаходження об'єкту | Назва об'єкту                                                                   | Дослідник, рік обстеження                                                                                   | Розміри                | Кат         | Рішення Харківського ОВК, накази УКіТ                | Охоронна зона: розміри, Рішення Харківського ОВК, накази УКіТ |
| ----- | -------------- | --- | ------------------------------------------------------------------------------- | --- | ---------------------- | ----------- | ---------------------------------------------------- | ------------------------------------------------------------- |
| 1.    | 1348           | м. Люботин Люботинської міськ/р, на правому березі р. Люботин | Городище з земляними валами скіфського часу «Шеєрманівське». VII-V ст. до н. е. | Багалій Д. І., історик1905 р.                                                                               | Площа 43000 кв.м.      | Місцева     | № 61 від 25.01.72р.                                  | 50 м.№ 33 від 23.01.84р.                                      |
| 2.    | 1355           | м. Люботин Люботинської міськ/р, у верхів'ях р Мерефи, біля мосту | Поселення скіфського часу. VI-V ст. до н. е.                                    | Шрамко Б. А., д.і.н. 1955 р.                                                                                | Не встановлено         | -<<-        | -<<-                                                 | 50 м.№ 197 від 16.04.84р.                                     |
| 3.    | 1357(200028-Н) | м. Люботин Люботинської міськ/р, біля Люботинських ставків | Кургани. 500.ІІ — І тис. до н. е.                                               | Багалій Д. І., історик, 1905 р. Шрамко Б. А., д.і.н. 1955 р. Бакуменко К. І., Ревенко В. І., археол.2002 р. | Вис. 0,5-8,0 м         | Національна | № 61 від 25.01.72р. Постанова КМУ № 928 від 03.09.09 | 50 м.№ 33 від 23.01.84р.                                      |
| 4.    | 1347           | с-ще Караван Люботинської міськ/р, за 2 км на захід від селища | Городище скіфського часу V-III ст. до н. е.                                     | Фукс М., археол.1930 р.                                                                                     | Площа 33000 кв.м.      | Місцева     | № 61 від 25.01.72р.                                  | 50 м.№ 33 від 23.01.84р.                                      |
| 5.    | 1356           | с-ще Караван, урочище Вороб'ївка, на південний схід від городища «Караван» | Поселення скіфського часу "Підлісне"V-III ст. до н. е.                          | Шрамко Б. А., д.і.н. 1955 р.                                                                                | Площа не встановлена   | -<<-        | -<<-                                                 | 50 м.№ 197 від 16.04.84р.                                     |
| 6.    | 2165           | с. Смородське Люботинської міськ/р | Городище скіфське «Заказарівське» V–III ст. до н. е.                            | Фукс М., археол.1930 р.                                                                                     | Площа 11,5 га          | -<<-        | № 118 від 17.03.86р.                                 | 50 м.№ 184 від 20.04.87р.                                     |
| 7.    |                | м. Люботин, Харківський р-н. Поселення розташоване у південній частині м. Люботин. | Поселення доби бронзи по пров. Прудний у м. Люботин                             | Задніков С. А.ІІ — поч. І тис. до н. е.                                                                     | Розміри не встановлені | Об'єкт      | Наказ УКіТ № 249 від 22.07.08р.                      |                                                               |
| 8.    |                | с. Караван, Харківського району. Розташовані на краю плато лівого берега одного з Люботинських ставків.                                                                                            | Курганний могильник з 6 курганів біля с. Караван.                               | Шрамко І. Б., Голубєва І. В. Задніков С.А2005ІІІ тис. до н. е. — І тис. н. е.                               | Розміри не встановлені | Об'єкт      | Наказ УКіТ № 249 від 22.07.08р.                      |                                                               |
| 9.    |                | ур. "Лахтіна, Харківський р-н. Поселення розташовано на краю високої надзаплавної тераси правого берега р. Мерефа — притоки р. Мжа, біля південно — східної околиці м. Люботин в урочищі «Лахтіна» | Поселення скіфського часу «Лахтіна».                                            | Задніков С. А. Голубєва І. В. Берестнев С. І. 2005 V-ІІІ ст. до н. е.                                       | Розміри не встановлені | Об'єкт      | Наказ УКіТ № 249 від 22.07.08р.                      |                                                               |
|       |                | |                                                                                 | |                        |             |                                                      |                                                               |

## Джерело
Лист Харківської Облдержадміністрації на запит ВМ УА від 28 березня 2012. Файли доступні на сайті конкурсу WLM.